# Jurij Viktorovics Romanyenko
Jurij Viktorovics Romanyenko (orosz betűkkel: Юрий Викторович Романенко; Koltubanovszkij, Orenburgi terület, 1944. augusztus 1.) szovjet űrhajós.

## Életpálya
Apja a Szovjet Haditengerészetnél szolgált tisztként, anyja egészségügyi katona volt.  1961-ben végezte el a középiskolát Kalinyingrádban. Rövid ideig lakatosként és építőmunkásként dolgozott.  1962-ben felvetták a csernyigovi (ma: Csernyihiv) katonai repülő főiskolára, ahol 1966-ban kitüntetéssel végzett. Ezt követően a főiskolán maradt repülő-oktatóként. A csernyigovi főiskolán Jak–18, L–29 Delfín, MiG–15UTI, MiG–17, MiG–21U és MiG–21F gépekkel repült, valamint 39 ejtőernyős ugrást hajtott végre. 1970-ben 16 társával űrhajóskiképzést kapott, 1972-ben került be a szovjet űrhajós csoportba.
1975-ben a Szojuz–Apollo-program tartalékparancsnoka volt.
Szojuz–26 űrhajóval repült a Szaljut–6 űrállomásra, ahol 1977–1978-ban 96 napos programot hajtott végre. A világűrben 1 óra 30 perces szerelő, javító munkát végzett. A Szojuz–27 űrhajóval tért vissza a Földre.
1980-ban az Interkozmosz-program keretében a Szojuz–38 űrhajón a szovjet–kubai űrrepülés parancsnokaként repült a Szaljut–6 fedélzetére. A kubai első űrhajósa, Arnaldo Tamayo Méndez kutatópilóta volt.
1987 februárjában a Szojuz TM–2-vel indult a Mir űrállomásra, ahol 326 napot töltött, majd a Szojuz TM–4-el tért vissza a Földre. A szolgálat ideje alatt 8 óra 48 percet dolgozott az űrállomáson kívül.
1988-ban visszavonult az űrrepüléstől. 1993-ig igazgatóként a Buran-űrsiklóprogram vezetőjeként dolgozott.
Kétszer kapta meg a Szovjetunió Hőse kitüntetést. Háromszor kapta meg a Lenin-rendet. Csehszlovákia és Kuba hőse.